# Буран 2.01
Виріб 2.01, Буран 2.01 (серійний номер 11Ф35 К3) — третій льотний екземпляр орбітального корабля, створений в рамках радянської космічної програми «Буран». Для корабля призначалася назва «Байкал», але до нанесення його на борт справа не дійшла. Будівництво було не завершено через недостатнє фінансування та закриття програми багаторазової транспортно-космічної системи в 1993, коли ступінь готовності виробу оцінювався в 30-50 %.

## Відмінності від Бурана 1 серії
У 1983 р., вже після ухвалення основних рішень щодо формування вигляду «Бурану», вийшла постанова щодо розширення робіт над радянською Багаторазовою космічною системою на подальшу перспективу Про мислення додатково замовлялося ще три льотні кораблі 11Ф35 зі значно покращеними характеристиками. Ці кораблі склали другу серію (вироби 2.01, 2.02 та 2.03) та в Мінавіапромі іменувалися "кораблями додаткового замовлення". Саме ці кораблі ввібрали в себе весь накопичений досвід, включаючи результати першого польоту «Бурана», і мали стати основою космічного флоту СРСР на кілька десятиліть.
Виріб 2.01 є першим з другої серії кораблів типу «Буран». На відміну від корабля «Буран», який літав у космос, «Буран» 2.01  був доопрацьований для більш складного і тривалого польоту. На ньому вперше було встановлено повністю штатні комплекти систем, необхідні для багатоденного космічного польоту. Зокрема, потрібно було випробувати в реальних умовах космосу систему електроживлення потужністю до 30 кВт, в основі якої вперше в радянській космонавтиці використовувалися електрохімічні генератори з воднево-кисневими паливними елементами, які безпосередньо перетворюють хімічну енергію реакції окислення водню киснем в електричну. В кабіні встановлювалися два катапультовуваних крісла К-36РБ.
Нововведення та покращення, передбачені для другої серії, особливо в бортових системах, не вдалося повною мірою впровадити на її першому кораблі 2.01. Це було пов'язано з тим, що виготовлення частини бортового обладнання для комплектації 1.02 запізнювалося, і було ухвалено рішення використовувати, наскільки це було можливо, вже готове обладнання першого корабля другої серії – 2.01. 

### Фюзеляж
Кораблі другої серії лише зовні були схожі на перші кораблі. Зміни починалися вже з каркасу планера літального апарата. Доопрацювання планера пояснювалися удосконаленням бортових систем і одночасно вирішували завдання загального зниження маси при одночасному покращенні центрування корабля. Це досягалося зміною конструкції, заміною матеріалів силових елементів та включенням до силової схеми деяких приладових відсіків та агрегатів, які на кораблях першої серії просто встановлювалися (навішувалися) на елементи каркасу.
Так, у носовій частині фюзеляжу верхні секції семи шпангоутів були замінені на титанові із сплаву ВТ-23; була змінена конструкція ущільнень між основною та верхньою частинами зовнішньої оболонки носової частини. У середній частині фюзеляжу замість двох складових лонжеронів по кожному борту, що окантовували верхнім силовим поясом відсік корисного вантажу, були застосовані цілісні прокатані та відфрезеровані лонжерони на всю його довжину (18.55 метри). Титанові стрижні, що утворюють нижній пояс шпангоутів середньої частини, були замінені на композиційні матеріалу КМУ-8, а найбільш відповідальні їх виконувалися з боралюмінію.
Якщо у «Бурана» та виробу 1.02 з композитів (вуглепластику КМУ-4) були виготовлені тільки стулки вантажного відсіку (найбільш великі композиційні деталі, вироблені на той час у СРСР) та елементи теплозахисту, то у другій серії композити впевнено впроваджувалися у силовий каркас кораблів: вони отримали композитні елевони, стулки шасі, кермо напряму та балансувальний щиток.

### Реактивні двигуни
Усувалися «атавізми», що залишилися з ранніх етапів проектування Як відомо, до реалізації був прийнятий варіант орбітального корабля з двома двоконтурними турбореактивними двигунами АЛ-31 без форсажної камери. Двигуни мали запускатися в атмосфері після проходження ділянки гіперзвукового гальмування та збільшувати величину бічного маневру, спрощуючи керовану посадку. КБ Архіпа Люльки виконало велику роботу з доопрацюванні АЛ-31, які розміщувалися у основи кіля у двох напівутоплених мотогондолах. Спеціальні рухливі кришки захищали їх на ділянці виведення (від швидкісного напору), у космосі (від перепаду температур) та на ділянці гіперзвукового гальмування.
Однак перед першим польотом Бурана повітряно-реактивні двигуни з обох кораблів першої серії вирішили зняти. Причина була у відсутності повної впевненості у їхньому надійному розкапсюлюванні на етапі надзвукового спуску в атмосфері та безпроблемному запуску після місячного перебування у космічному вакуумі. Між тим була вже відпрацьована безмоторна посадка по крутій глісаді за прикладом американського шатлу, і авіаційні двигуни стали баластом.
На "Буран", доставлений на Байконур з Тушинського машинобудівного заводу без мотогондолу, їх так і не встановили.
Ніші, що залишилися порожніми з боків від кіля зашили алюмінієвими панелями, поверх яких наклеїли плитковий теплозахист. Проте всі вже встановлені рухові системи, аж до важелів керування двигунами у командному відсіку пілотської кабіни, як і вся виготовлена під їхню установку силова конструкція хвостової частини – залишилися.
Відсутність мотогондолу авіадвигунів змінила аеродинаміку та керованість орбітального корабля. Зняття мотогондол також відкрило повітряному потоку кореневу частину кіля, що підвищило його ефективність та покращило шляхову стійкість, але одночасно виросли максимальні навантаження на кіль, перевищивши допустимі у вузлах кріплення як із боку вертикального оперення, так і у шпангоутах № 22 та № 24 хвостової частини фюзеляжу.
Але каркас кораблів першої серії був уже зібраний, тому «Буран» пішов у політ із деякими обмеженнями щодо маневрування. Конструкція кораблів другої серії була позбавлена цих недоліків. Вузли кріплення кіля були посилені з обох боків, були доопрацьовані шпангоути хвостової частини фюзеляжу (з номерами 22, 23, 23а, 24, 25 та 26) і відповідно змінився теоретичний
контур у її верхній частині, а також розкрій теплозахисту. У кабіні прибрали прилади індикації, контролю та управління, що належать до авіадвигунів. 

### Органи керування
У першому польоті, незважаючи на малу масу та обмежену дальність бічного маневру, виявилася недостатня ефективність балансувального щитка, який, розвантажуючи елевони на ділянці інтенсивного маневрування на гіперзвуку (М = 10 ... 6), приблизно 10 хвилин до посадки відхилився на максимальний кут. Кораблі другої серії отримали балансувальний щиток збільшеної площі (за рахунок збільшеної хорди) з удосконаленим рухомим ущільненням між щитком та хвостовою частиною фюзеляжу.
Кораблі другої серії отримали ще одну унікальну аеродинамічну новацію – висувні інтерцептори на елевонах, які якісно змінили їх ефективність. Інтерцептори широко застосовуються в
сучасної авіації для регулювання підйомної сили крила без зміни його кута атаки, але на елевонах їх застосували вперше. Таким чином, на виробах другої серії з'явилася можливість керування по крену та тангажу при фіксованому положенні елевонів, керма напрямку та балансувального щитка.

### Парашути
Площа гальмівних парашутів виявилася надмірною, і контейнер гальмівних парашутів під задньою кромкою вертикального оперення було зменшено, з введенням нової кришки контейнера на
пневмоштовхачі.

### Теплозахисне покриття
Серйозним доопрацюванням другої серії, добре помітним зовні, зазнало теплозахисне покриття орбітальних кораблів. Це стало можливим, з одного боку, завдяки уточненню розподілу температурних полів на зовнішній поверхні кораблів при спуску в атмосфері, а з іншого – у зв'язку з появою більш досконалих теплозахисних матеріалів.
Найбільш відповідальні і термостійкі елементи теплозахисту, що витримують температуру до 1650°С, були виконані з вуглець-вуглецевого композиційного матеріалу «Гравімол» (носовий кок) та «Гравімол-В» (носової секції крила).
При проектуванні цих елементів ми спиралися на досвід шатлів, але наша теплозахист передньої кромки крила мала суттєві покращення.
Так, сусідні вуглець-вуглецеві секції монтувалися не в стик, а внахлест потоком, перекриваючи один одного на кшталт рибної луски; це спрощувало герметизацію місця стику та виключало попадання плазми всередину крила через стик між сусідніми секціями навіть за ненадійності ущільнень. На шатлі, що накопичилося під секціями передньої кромки тепло скидалося в
внутрішній об'єм крила через спеціальні отвори у передній стінці. Конструктори "Бурана" зробили передню стінку крила суцільний, додатково закривши її кварцовим плитковим теплозахистом за аналогією із зовнішньою поверхнею корабля, при цьому накопичене під лобовими секціями крила тепло «стікало» вздовж стінки по суцільному простору під секціями, як по трубі, кінцевого перерізу, і там, біля торця зовнішнього елевона, вільно скидалося в навколишній простір
Носовий кок, що за своїм виглядом повторював аналогічний у шатла, виявився надлишковим з погляду розподілу максимальні температури. З одного боку, зона максимального нагріву була меншою за його площу, а з іншого – через великий гіперзвуковий кут атаки (до 39°) вона була зміщена в нижню частину кока, що викликало надто великий перепад температур (і внутрішніх напруг) у його верхній частини. Напрошувалося зменшення розміру (площі) носового кока з його одночасним зміщенням до максимальної зони температур (критичної точки). Це й було зроблено, причому новий "вкорочений" носовий кок "встиг" отримати і виріб 1.02.
Подальший аналіз показав, що можна зменшити кількість вуглець-вуглецевих секцій на передній кромці напливу крила, залишивши їх лише у зоні переходу з напливу до крила та на передній кромці самого крила. У результаті вдалося зняти по чотири секції з кожного напливу, замінивши їх легшою плитковим теплозахистом, а для встановлення секцій, що залишилися  використовувати більш легкі титанові кронштейни. Все це дозволило отримати відчутне зниження загальної маси теплозахисту.

### Шассі
На кораблях другої серії суттєвої доопрацюванні, змінам та модифікації також піддалися всі бортові системи та агрегати, що добре видно на прикладі шасі.
При посадці «Бурану» під час пробігу по смузі численні дрібні камінці, носовий, що вилітали з-під передніх коліс опори, що сильно посікли теплозахисну плитку на днищі корабля. Посадкову смугу, звичайно ж, готували, але посадковий комплекс розташований у казахстанських степах, та скільки смугу не чисти від дрібних частинок – вітер завжди завдасть нових. Для літаків це не страшно, але для корабля, покритого тендітним плитковим теплозахистом, це могло стати критичним. Проблему вирішили спеціальним захисним щитком передньої стійки
за прикладом літаків фронтової авіації, експлуатуються зі звичайних аеродромів.
Крім того, носова стійка отримала фару для можливості виконання ручної посадки у нічний час доби. Крім цього, були доопрацьовані механізми замикання нової композиційної стулки для більш надійної ізоляції внутрішнього об'єму ніші передньої стійки в умовах космічного польоту та на ділянці спуску в атмосфері.
Істотних доробок зазнали та стійки основного шасі. Змінилася кінематика шліц-шарніру, а патрубки з робочою рідиною гальмівної системи, що відповідає за гальмування та протиюзове
розгальмовування коліс у рухомій частині були захищені спеціальним рухомим коробом, що відстежує обтискання амортизатора. Крім того, було змінено кінематику відкриття стулок та випуску основних стійок шасі.

## План польоту
Політ Виробу 2.01 був запланований на 1994. Корабель повинен був стати першим пілотованим в програмі «Буран». Тривалість польоту третього льотнього екземпляра повинна була скласти 24 години. Цей політ вважався випробувальним, тому екіпаж повинен був складатися лише з двох космонавтів. Корабель повинен був бути обладнаний системою життєзабезпечення і двома катапультованими кріслами. Екіпаж складався б із двох космонавтів — Ігоря Вовка (командир) і Олександра Іванченкова (бортінженер).

## Нинішній стан

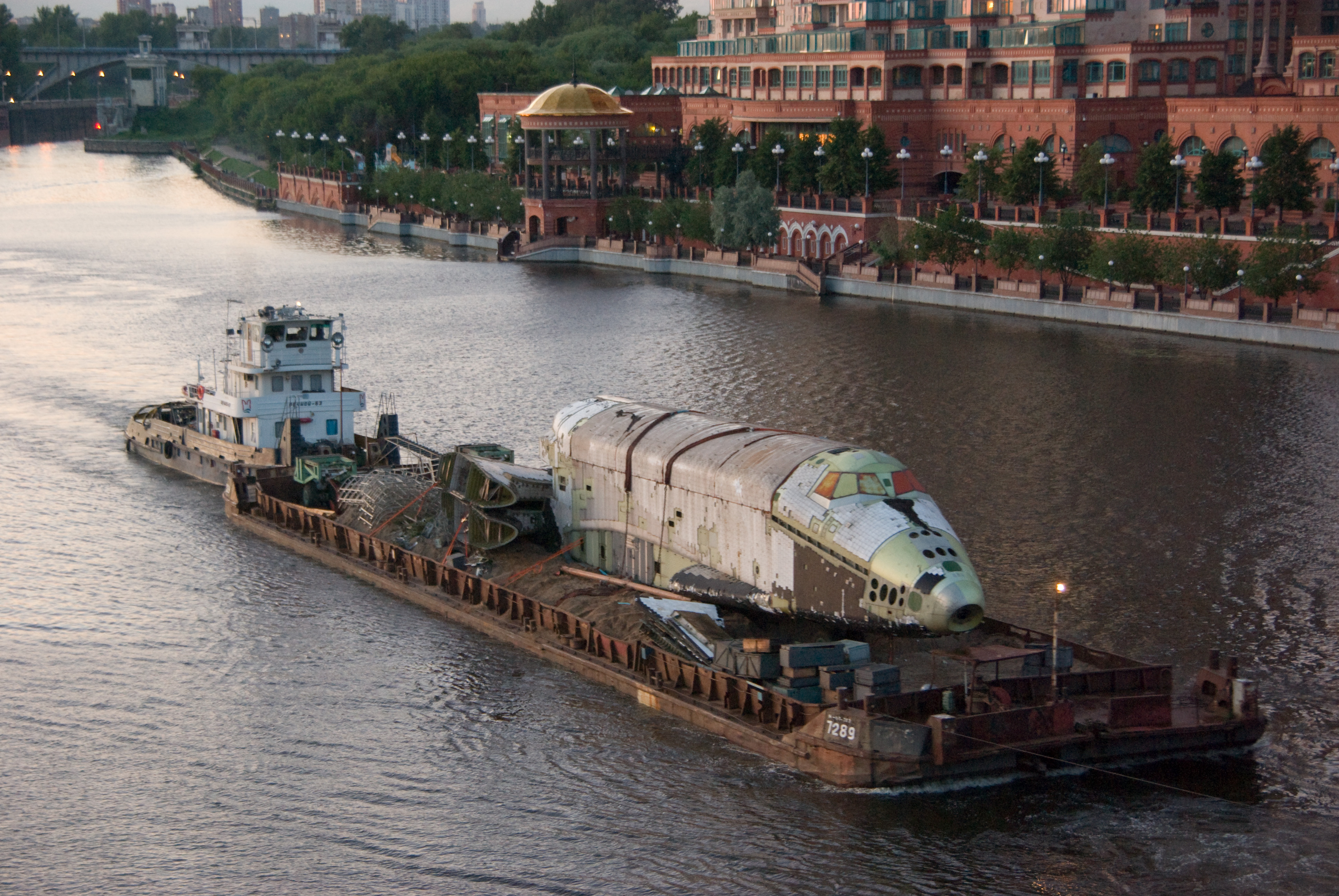
Транспортування корабля на баржі по Москві-ріці для реставрації та подальшого показу на авіасалоні МАКС-2011

До 2004 Буран 2.01 знаходився в цехах Тушинського машинобудівного заводу. У жовтні 2004 перевезений на причал Хімкинського водосховища для тимчасового зберігання. В 2006 НВО «Молнія» продало 2.01 фармацевтичній компанії «Сіа Інтернейшнл ЛТД» за 100 тис. $ з метою подальшого перепродажу.
23 червня 2011 корабель по Москві-ріці на баржі доставили в Жуковський, на територію ЛВІ для реставрації та подальшого показу на авіасалоні МАКС-2011. Після авіасалону виріб залишився на аеродромі Раменське.
У серпні 2011 року на території проведення авіасалону МАКС-2011 можна було побачити відреставрований з одного боку виріб. Очікується, що цей апарат в Жуковському відреставрують, й покажуть на виставці МАКС-2013.